# John Jellicoe, 1. Earl Jellicoe

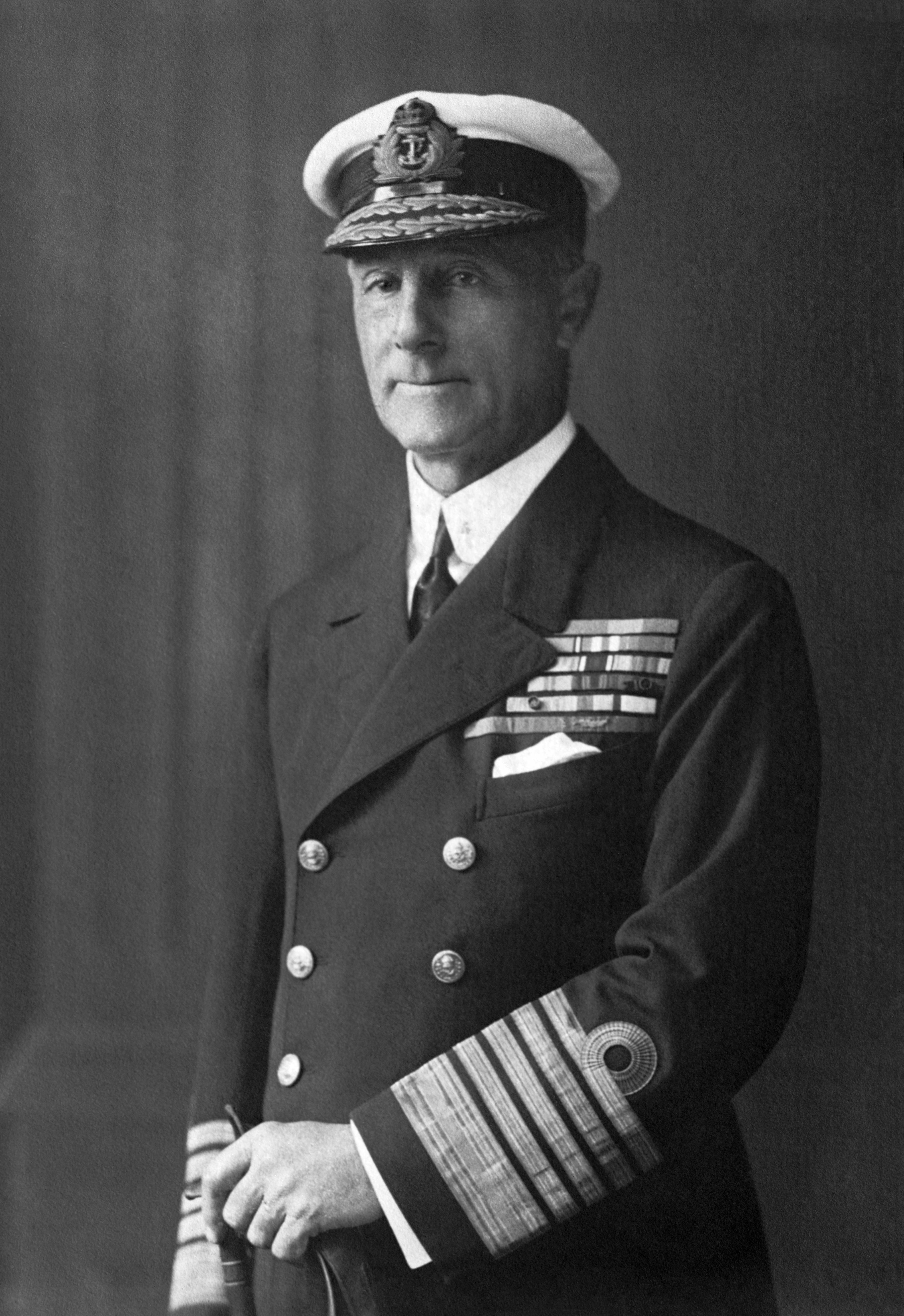
John Jellicoe,
Admiral of the Fleet

John Rushworth Jellicoe, 1. Earl Jellicoe, OM, GCB, GCVO, (* 5. Dezember 1859 in Southampton; † 20. November 1935 in Kensington) war ein Admiral der britischen Royal Navy und Generalgouverneur von Neuseeland und vertrat damit das Staatsoberhaupt Georg V.

## Leben

### Frühe Jahre und Ausbildung in der Marine
Jellicoe wurde in eine Seemannsfamilie geboren. 1872 trat er als Kadett in die Royal Navy ein und wurde auf dem Schulschiff HMS Britannia ausgebildet.
Im September 1874 wurde er im Rang eines Midshipman auf das Panzerschiff HMS Agincourt versetzt. Seine Beförderung zum Sub-Lieutenant erfolgte am 5. Dezember 1878 an Bord HMS Alexandra, das Flaggschiff der britischen Mittelmeer-Flotte. Am 23. September 1880 wurde er zum Lieutenant befördert, und kehrte auf das Panzerschiff HMS Agincourt zurück.

### Erste Kampfeinsätze in Ägypten und China

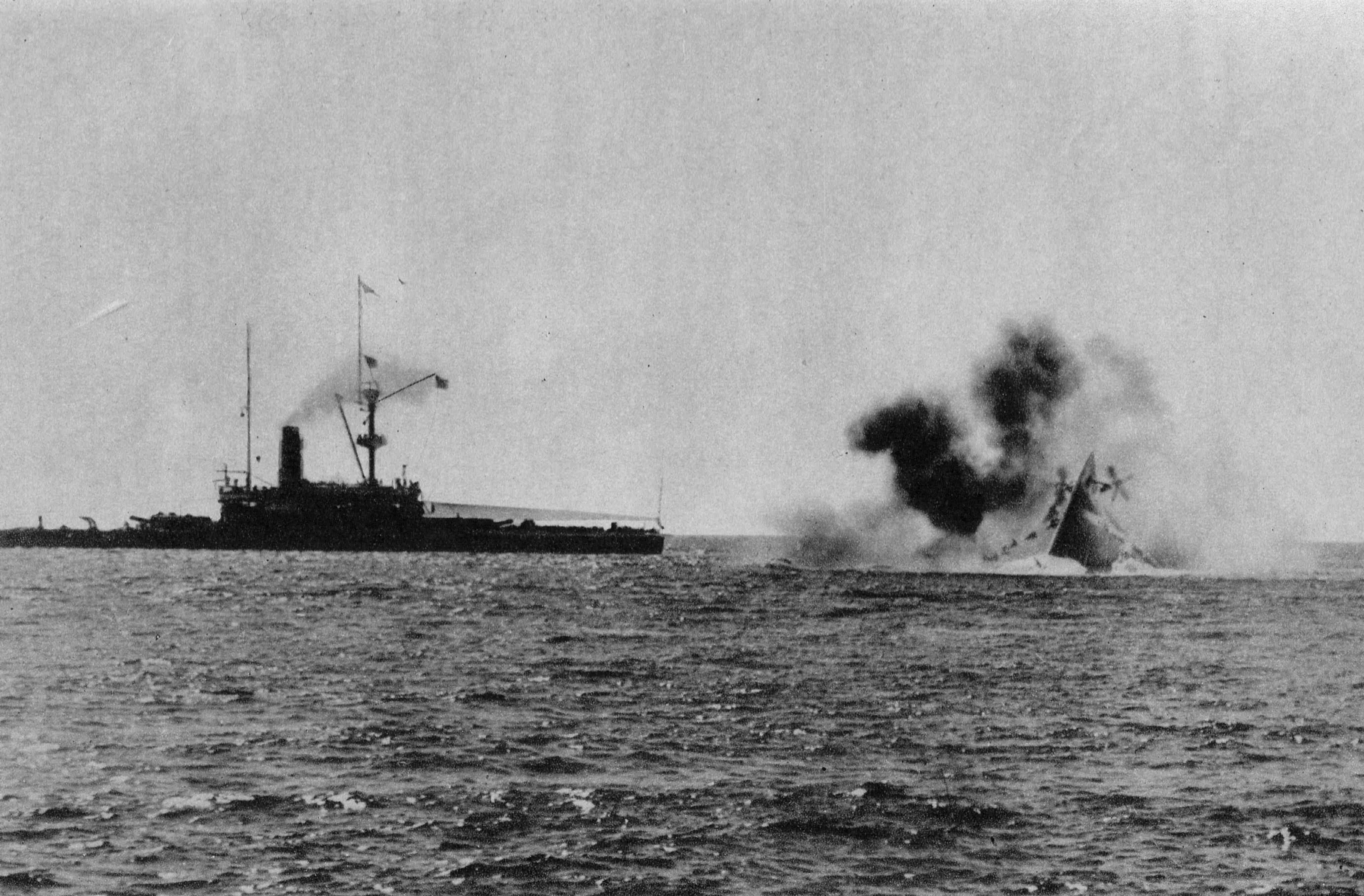
Untergang der HMS Victoria (1893)

Im Februar 1881 kehrte er auf die HMS Agincourt zurück und kommandierte 1882 ein Landungsunternehmen der Marineinfanterie bei Ismailia während des Anglo-Ägyptischen Krieges. Dafür wurde er mit dem Khediven-Stern ausgezeichnet.
Jellicoe qualifizierte sich 1883 als Artillerieoffizier und wurde als Ausbilder an die Gunnery School versetzt. 1885 diente er auf der HMS Monarch als Artillerieoffizier und wurde dort mit der Sea Gallantry Medal ausgezeichnet, weil er Besatzungsmitglieder eines gesunkenen Dampfers vor Gibraltar gerettet hatte.
1891 wurde er zum Commander befördert und war Erster Offizier der HMS Victoria, als dieses Schiff bei einem Unfall im Mittelmeer 1893 gerammt wurde und sank. Ihn traf kein Verschulden.
Zwischen 1890 und 1900 hatte Jellicoe eine Vielzahl von Kommandos. Am 1. Januar 1897 wurde er zum Captain befördert.

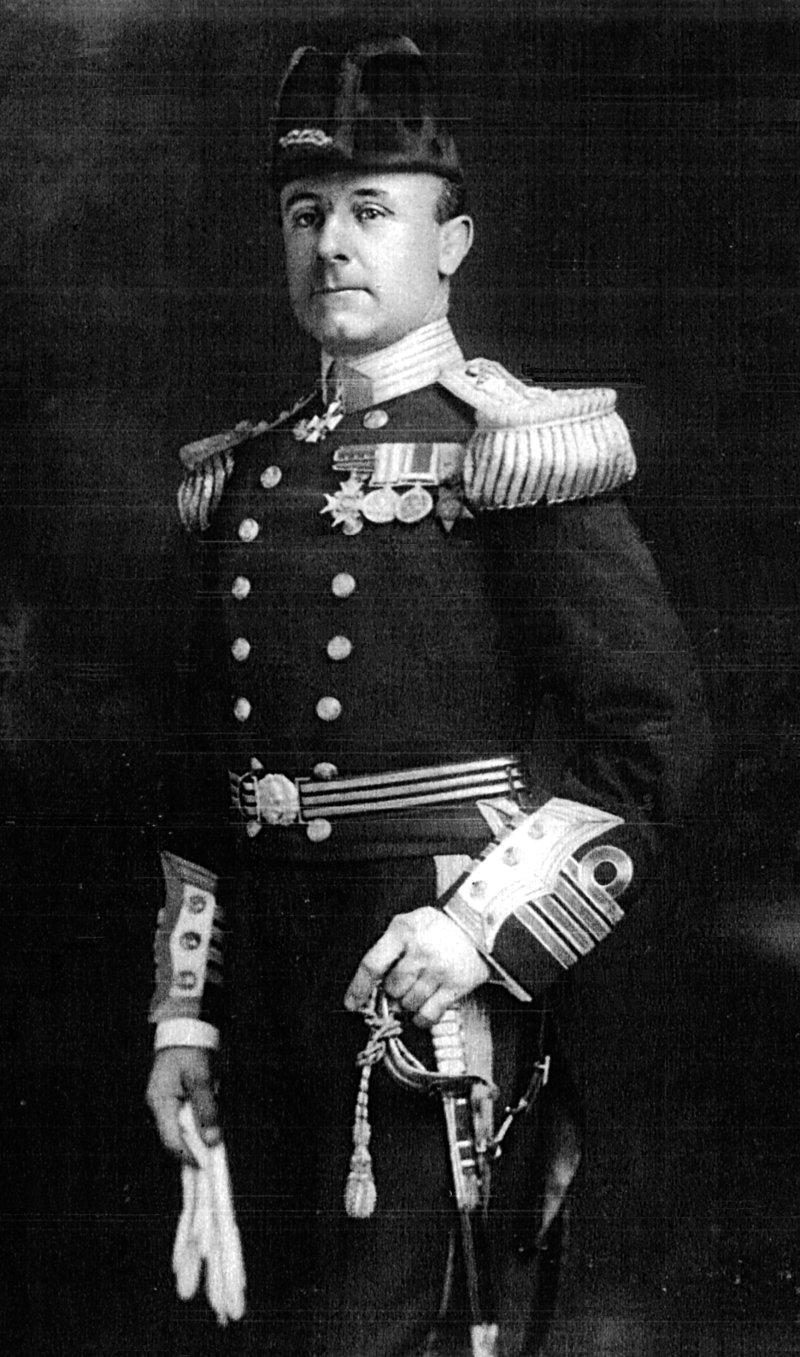
John Jellicoe als Captain

Um 1900 diente er  als Kommandant der Centurion und war Stabschef von Vizeadmiral Edward Hobart Seymour. Jellicoe nahm am Angriff der Alliierten auf Peking im Zuge des Boxeraufstandes in China teil (Seymour Expedition). Am 5. August 1900 wurde er in der Schlacht um Beicang schwer verwundet. Er wurde nach der Schlacht mit dem Bathorden und dem deutschen Roten Adlerorden zweiter Klasse mit gekreuzten Schwertern ausgezeichnet. 1901 kehrte Jellicoe in das Vereinigte Königreich zurück und wurde in das Oberkommando der Marine versetzt. Im August 1903 befehligte er die Drake.

### Oberkommando der Marine
Unter First Sealord John Arbuthnot Fisher war Jellicoe der Direktor für Marinerüstung (1905–1907) und danach Marineinspekteur (1908–1910). Er setzte sich stark dafür ein, Gelder bereitzustellen, um die Marine zu modernisieren, wobei er Neuentwicklungen wie Dreadnoughts und Unterseeboote unterstützte. 1907 wurde er zum Rear-Admiral und 1911 zum Vice-Admiral befördert.
1911 wurde Jellicoe Stellvertreter von George Callaghan, dem Befehlshaber der Grand Fleet (Flottenverband der Royal Navy, der zum Schutz der Hoheitsgewässer Großbritanniens diente). Zu Beginn des Ersten Weltkriegs wurde er 1914 zum Admiral befördert und zum Befehlshaber der Grand Fleet bestellt. In der Skagerrakschlacht 1916 war er somit ihr Befehlshaber. Sein Umgang mit der Flotte während der Schlacht ist umstritten, einige Historiker beschreiben Jellicoes Taktik als zu vorsichtig, während andere ihm keine wesentlichen Fehler unterstellen. Das von ihm erfolgreich durchgeführte Crossing the T Manöver bewirkte, dass sich die beschädigte deutsche Flotte mit einer Gefechtskehrtwende aus dem Kampf entfernen musste. Jellicoe wurde vorgeworfen, die deutsche Hochseeflotte nicht verfolgt zu haben, um ihr einen finalen Schlag zu versetzen. Allerdings war das Risiko durch deutsche Torpedoangriffe gegeben, weshalb er von einem erneuten Angriff Abstand nahm, um die britische Flotte zu schonen. In der Heimat zeigte sich die britische Öffentlichkeit enttäuscht, dass die Royal Navy, nicht wie bei der Schlacht von Trafalgar, als eindeutiger Sieger hervorging.
1916 wurde er zum Ersten Seelord ernannt und wechselte von seinem Frontkommando an den Schreibtisch. Er folgte im Amt Henry Bradwardine Jackson nach. Doch seine Ablehnung, ein Konvoisystem einzuführen, führte zu seiner Ablösung im Jahr 1917 durch Rosslyn Wemyss und darauf David Beatty. Er wurde am 15. Januar 1918 als Viscount Jellicoe zum erblichen Peer erhoben, wodurch er Mitglied des House of Lords wurde, und wurde am 3. April 1919 zum Admiral of the Fleet (Großadmiral) befördert.
Jellicoe war von September 1920 bis November 1924 Generalgouverneur von Neuseeland. Bei seiner Rückkehr nach Großbritannien wurden ihm am 29. Juni 1925 auch die Titel Earl Jellicoe und Viscount Brocas verliehen.
Jellicoe war ein intelligenter und hingebungsvoller Offizier. Bei seinen Mannschaften war er sehr beliebt, da er sich für ihr Wohlergehen und ihre Moral einsetzte. Er war jedoch auch ein Mikromanager, der sich um noch die kleinsten Details selber kümmerte, was ihn bisweilen an den Rand der völligen Erschöpfung brachte. Sein Einsatz der Flotte in der Skagerrakschlacht zeigten sowohl seine Stärken als auch seine Schwächen als Führer auf.
Jellicoe starb am 20. November 1935 an den Folgen einer Pneumonie in seinem Haus in Kensington. Er wurde in der St Paul’s Cathedral in London unter Teilnahme eines Vertreters des Oberkommandos der deutschen Marine beigesetzt.
John Jellicoe war ein Mitglied im Bund der Freimaurer, er bekleidete das Amt eines Provinzialmeister der Vereinigten Großloge von England. Er ist unter anderem Namensgeber für den Jellicoe Channel in Neuseeland.

## Orden und Ehrenzeichen (Auswahl)

Wappen von John Jellicoe

### Britische Orden
- 9. November 1900: Companion des Order of the Bath
- 10. Februar 1906: Commander des Royal Victorian Order
- 3. August 1907: Knight Commander des Royal Victorian Order
- 19. Juni 1911: Knight Commander des Order of the Bath
- 8. Februar 1915: Knight Grand Cross des Order of the Bath
- 31. Mai 1916: Member des Order of Merit
- 17. Juni 1916: Knight Grand Cross des Royal Victorian Order

### Internationale Orden
- 1882: Khediven-Stern
- April 1902: Roter Adlerorden 2. Klasse mit Schwertern[13]
- 15. September 1916: Großkreuz der Ehrenlegion[14]
- 21. April 1917: Leopoldsorden (Belgien)[15]
- 5. Juni 1917: Russischer Orden des Heiligen Georg 3. Klasse[16]
- 11. August 1917: Militärorden von Savoyen[17]